# Nati diversi
Nati diversi è il terzo album in studio del rapper italiano Gianni Bismark, pubblicato il 27 marzo 2020 per l'etichetta Universal Music Italia.

## Antefatti
Il 9 ottobre 2020 è uscita una riedizione dell'album dal titolo Nati diversi - Ultima cena, contenente sette inediti e una cover di Generale, scritta da Francesco De Gregori.

## Tracce

### Edizione standard
Testi di Tiziano Menghi, eccetto dove indicato.
1. Scherzo rido (prod. G Ferrari) – 1:57 (musica: Guido Rossi)
2. Nati diversi (prod. G Ferrari) – 2:57 (musica: Guido Rossi)
3. Ne hai fatti 100 (feat. Tedua) – 2:25 (testo: Tiziano Menghi, Mario Molinari – musica: Christian Mazzocchi)
4. Poche persone (prod. G Ferrari) – 2:32 (musica: Guido Rossi)
5. La strada è nostra (feat. Geolier) – 2:40 (testo: Tiziano Menghi, Emanuele Palumbo – musica: Luca Barker)
6. Nse vedemo mai – 2:03 (musica: Matteo Nesi, Andrea Manusso)
7. Mi sento vivo (feat. Franco126) (prod. G Ferrari) – 2:53 (testo: Tiziano Menghi, Federico Bertollini – musica: Guido Rossi)
8. Quello vero – 2:56 (musica: Pietro Miano, Federico Vaccari)
9. Negativi (feat. Quentin40) – 2:49 (testo: Tiziano Menghi, Vittorio Crisafulli – musica: Adrian De Carolis)
10. San Francesco (prod. G Ferrari) – 2:05 (musica: Guido Rossi)
11. Gianni nazionale (prod. G Ferrari) – 2:35 (musica: Guido Rossi)
12. Fateme santo (prod. G Ferrari) – 2:27 (musica: Guido Rossi)

### Nati diversi - Ultima cena
CD1

Testi di Tiziano Menghi, eccetto dove indicato.
1. Feste degli altri (feat. Vegas Jones) (prod. G Ferrari) – 2:52 (testo: Tiziano Menghi, Matteo Privitera – musica: Guido Rossi)
2. C'hai ragione tu (feat. Emma Marrone) – 3:35 (testo: Tiziano Menghi, Federico Bertollini – musica: Guido Rossi, Andrea Manusso, Matteo Nesi)
3. Sempre in tuta (feat. Dani Faiv, Sick Luke) – 2:20 (testo: Tiziano Menghi, Daniele Ceccaroni – musica: Luca Antonio Barker)
4. Me pari un'altra (prod. G Ferrari) – 2:19 (musica: Guido Rossi, Andrea Orsini)
5. Meno solo (Freestyle) – 1:19 (musica: Paolo Mari, Guido Rossi)
6. Gianni nazionale (Acoustic) – 2:16 (musica: Paolo Mari, Guido Rossi)
7. Scherzo rido (Acoustic) – 1:35 (musica: Paolo Mari, Guido Rossi)
8. Generale – 4:00 (testo: Francesco De Gregori)

CD2

Testi di Tiziano Menghi, eccetto dove indicato.
1. Scherzo rido (prod. G Ferrari) – 1:57 (musica: Guido Rossi)
2. Nati diversi (prod. G Ferrari) – 2:57 (musica: Guido Rossi)
3. Ne hai fatti 100 (feat. Tedua) – 2:25 (testo: Tiziano Menghi, Mario Molinari – musica: Christian Mazzocchi)
4. Poche persone (prod. G Ferrari) – 2:32 (musica: Guido Rossi)
5. La strada è nostra (feat. Geolier) – 2:40 (testo: Tiziano Menghi, Emanuele Palumbo – musica: Sick Luke)
6. Nse vedemo mai – 2:03 (musica: Matteo Nesi, Andrea Manusso)
7. Mi sento vivo (feat. Franco126) (prod. G Ferrari) – 2:53 (testo: Tiziano Menghi, Federico Bertollini – musica: Guido Rossi)
8. Quello vero – 2:56 (musica: Pietro Miano, Federico Vaccari)
9. Negativi (feat. Quentin40) – 2:49 (testo: Tiziano Menghi, Vittorio Crisafulli – musica: Adrian De Carolis)
10. San Francesco (prod. G Ferrari) – 2:05 (musica: Guido Rossi)
11. Gianni nazionale (prod. G Ferrari) – 2:35 (musica: Guido Rossi)
12. Fateme santo (prod. G Ferrari) – 2:27 (musica: Guido Rossi)

## Formazione
Musicisti
- Gianni Bismark – voce
- Tedua – voce aggiuntiva (traccia 3)
- Geolier – voce aggiuntiva (traccia 5)
- Franco126 – voce aggiuntiva (traccia 7)
- Quentin40 – voce aggiuntiva (traccia 9)
- Giovanni De Sanctis – basso
- Yoshimitsu – basso
- Alberto Paone – batteria
- Valerio Bulla – chitarra

Produzione
- G Ferrari – produzione (tracce 1, 2, 4, 7, 10 ,11 e 12)
- Chris Nolan – produzione (traccia 3)
- Sick Luke – produzione (traccia 5)
- Enemies – produzione, mastering, missaggio (traccia 6)
- 2nd Roof – produzione (traccia 8)
- Drone126 – produzione (traccia 9)

## Classifiche
| Classifica (2020) | Posizione massima |
| ----------------- | ----------------- |
| Italia            | 4                 |